# Запис Теодоровића храст (Ресник)
Запис Теодоровића храст (Ресник) се налази на парцели чији је власник Теодоровић Драгица.

## Локација
| Општина             | Крагујевац                                                                  |
| Катастарска општина | Ресник                                                                      |
| Потес               | Јаруге                                                                      |
| Координате          | 44° 06′ 39″ С; 20° 53′ 46″ И / 44.110799999999998° С; 20.896000000000001° И |
| Надморска висина    | 0m                                                                          |

## Карактеристике
Дендрометријске вредности утврђене на терену и сателитским снимцима:
| Стабло                     | Храст |
| Висина стабла              | m     |
| Обим дебла                 | m     |
| Пречник крошње             | 9m    |
| Пречник дебла              | m     |
| Висина дебла до прве гране | m     |

## База записа
Запис је у оквиру Викимедија пројекта "Запис - Свето дрво" заведен под редним бројем 0556.